# Andrei Năstase
Andrei Năstase (ur. 6 sierpnia 1975 w Mîndrești w rejonie Telenești) – mołdawski polityk i prawnik, lider Partii „Platforma Godność i Prawda”. W 2018 wybrany na burmistrza Kiszyniowa, jednak wybory te zostały unieważnione. W 2019 wicepremier i minister spraw wewnętrznych.

## Życiorys
W latach 1992–1993 kształcił się na wydziale historii i geografii Universitatea „Ștefan cel Mare” w Suczawie. Następnie do 1997 studiował prawo na Uniwersytecie Aleksandra Jana Cuzy w Jassach. Pracował początkowo w prokuraturze, a w latach 2000–2002 jako zastępca dyrektora przedsiębiorstwa mołdawsko-niemieckiego. W 2002 podjął prywatną praktykę w zawodzie adwokata. Reprezentował m.in. biznesmenów Victora Țopę i Viorela Țopę, w tym w ich sporach sądowych z mołdawskim oligarchą Vladimirem Plahotniukiem.
W 2015 stał się jednym z przywódców wybuchających w Mołdawii protestów przeciwko korupcji i sytuacji ekonomicznej. W tym samym roku współtworzył nowy ruch obywatelski, w grudniu 2015 został przewodniczącym powołanej na jego bazie Partii „Platforma Godność i Prawda”. Był kandydatem w wyborach prezydenckich w 2016, jednak wycofał się jeszcze przed pierwszą turą, popierając Maię Sandu.
W 2018 ubiegał się o urząd burmistrza Kiszyniowa jako przedstawiciel proeuropejskiej opozycji. Andrei Năstase wygrał te wybory, pokonując kandydatów ugrupowań prezydenta i premiera. Wyniki głosowania zostały jednak unieważnione, co doprowadziło do kolejnych protestów. W 2019 był jednym z liderów koalicji wyborczej ACUM Platforma DA și PAS, uzyskał wówczas mandat posła do Parlamentu Republiki Mołdawii.
W czerwcu 2019 powołany na wicepremiera i ministra spraw wewnętrznych w rządzie, na czele którego stanęła Maia Sandu. W tym samym roku ponownie kandydował na burmistrza mołdawskiej stolicy, przegrywając w drugiej turze głosowania. W listopadzie 2019 zakończył pełnienie funkcji rządowych w związku z przegłosowanym wobec gabinetu wotum nieufności.
W 2020 kandydował w wyborach prezydenckich, w pierwszej turze zajął 5. miejsce wśród 8 kandydatów z wynikiem 3,3% głosów. W lipcu 2021 zrezygnował z kierowania swoim ugrupowaniem. Ubiegał się o urząd prezydenta również w kolejnych wyborach w 2024, otrzymując 0,6% głosów w pierwszej turze.